# Antonio Onofri
Antonio Onofri (1759 – 26 febbraio 1825) è stato un politico e diplomatico sammarinese.
Figura chiave della scena politica sammarinese tra la fine del XVIII secolo e l'inizio del XIX secolo: la sua "prudenza e patriottismo" in questo difficile periodo della storia della Repubblica gli valse una statua nella Sala del Consiglio Pubblico e il riconoscimento come "Padre del suo Paese". Spesso venne considerato Padre della Patria.

## Biografia

### Infanzia ed educazione
Gli Onofri provenivano da un'antica famiglia che per secoli ebbe una grande influenza sulle sorti della Repubblica di San Marino. Ricevette una formazione approfondita in filosofia e diritto.

### Carriera politica
Nel 1787 fu nominato segretario di Stato, e nel 1789 fu eletto membro del Consiglio Grande e Generale. Durante la sua lunga carriera, fu anche Capitano Reggente per ben sette volte.

#### Politica estera
Riguardo in particolare alla politica estera, gli sforzi di Onofri portarono al riconoscimento di San Marino da parte di altri Paesi europei. Nel 1797, quando Napoleone Bonaparte era accampato nella vicina Pesaro durante la campagna d'Italia delle Guerre Rivoluzionarie Francesi, una proposta di ampliamento del territorio sammarinese offerta dall'inviato del generale Gaspard Monge fu rifiutata da Onofri come Capitano Reggente per conto della Repubblica. Accettò però 15.000 quintali di grano e la promessa di quattro pezzi d'artiglieria, l'ultimo dei quali pare non sia mai stato consegnato. Onofri insistette sul fatto che era esperienza di San Marino che la loro più grande salvaguardia non era bramare il territorio dei loro vicini: questa prudente decisione (giustificata da Onofri così: "le guerre finiscono, ma i vicini restano") si crede abbia salvato la Repubblica dalle rappresaglie dopo la successiva sconfitta di Napoleone.
Nel 1798 firmò un trattato sui rapporti commerciali e amichevoli con la Repubblica Romana, e alcuni mesi dopo anche con la Repubblica Cisalpina. Un analogo accordo fu raggiunto anche con la Repubblica Italiana, che prese il posto dei due precedentemente citati, nel giugno 1802. Il 26 maggio 1805, sempre come Capitano reggente, partecipò all'incoronazione di Napoleone Re d'Italia a Milano, dove ha ricevuto un'"amabile udienza" con l'ormai Imperatore di Francia.
Dopo il Congresso di Vienna, Onofri contribuì a stabilire buoni rapporti con i sovrani di Francia Luigi XVIII, Carlo X e Luigi Filippo,  oltre a negoziare la via del paese in favore di papa Leone XII, che dopo un'udienza con Onofri scrisse una lettera al Capitani Reggenti, "assicurandoli della sua amicizia e rinnovando con loro le antiche convenzioni.